# Кварчелия, Владимир Джгунатович
Владимир Джгунатович Кварчелия (1919, Ачандара, Гудаутский район, Грузинская Демократическая Республика — 22 апреля 1985, Грузинская ССР) — грузинский и абхазский политический деятель; министр бытового обслуживания населения Абхазской АССР (1973—1985), а ранее Министр культуры Абхазской АССР (1954—1967), председатель Госкомитета Совета Министров Абхазской АССР по использованию трудовых ресурсов (1967—1973); депутат Верховного Совета Абхазской АССР 4-го, 5-го, 6-го, 7-го, 8-го, 9-го, 10-го созывов; председатель Абхазского отделения советско-польской дружбы.

## Биография
Родился в 1919 году в селе Ачандара Гудаутского района Грузинской Демократической Республики в семье крестьянина. Начальное образование получил в родном селе, а с 1930 по 1936 годы обучался в Гудаутской средней школе. По окончании седьмого класса поступил на виноградно-винодельческое отделение в Гудаутский сельскохозяйственный техникум. После окончания техникума с дипломом младшего агронома-винодела по специальности проработал два месяца, после чего, по призыву комсомола, с путевкой Гудаутского райкома комсомола был направлен в родное село на учительскую работу. С 1 сентября 1938 по 1 января 1940 года работал учителем, затем заведующим Дзибзирской начальной школы.
1 января 1940 года был призван на действительную воинскую службу в ряды Красной Армии. Начало Великой Отечественной войны встретил на границе с Восточной Пруссией. Проходил службу в частях связи в звании рядового в качестве связиста-телеграфиста, а позднее — в качестве помощником командира связи, с февраля 1942 года и до окончания войны был заместителем комсорга полка связи. В период блокады Ленинграда находился в рядах защитников Ленинграда. Окончание войны встретил в городе Выборге.
После демобилизации из армии, в ноябре 1945 года поступил на исторический факультет Сухумского педагогического института им А. М. Горького. В 1949 году, после окончания института, по направлению Абхазского обкома КПСС начал работать в Гудаутском РК КП Грузии, где был инструктором, заместителем заведующего отделом пропаганды и агитации, заведующим парткабинетом райкома партии.
Работал заведующим отделом пропаганды и агитации с декабря 1952 года по ноябрь 1953 года в Новоафонском, а с ноября 1953 по октябрь 1954 года в Гудаутском райкомах партии.
С октября 1954 по март 1967 годов был в должности министра культуры Абхазской АССР.
С марта 1967 по ноябрь 1973 годов работал в должности председателя Госкомитета Совета Министров Абхазской АССР по использованию трудовых ресурсов.
С ноября 1973 по 1985 годы был министром бытового обслуживания населения Абхазской АССР.
Скончался 22 апреля 1985 года.

## Награды
За боевые заслуги в годы Великой Отечественной войны награждён Орденом «Красная Звезда», медалями «За отвагу», «За оборону Ленинграда», «За победу над фашистской Германией в Великой Отечественной войне 1941—1945 г.г.» и другими медалями.
В послевоенные годы удостоен правительственных наград: ордена «Трудовое Красное Знамя», «Знак почета»; Почетная грамота Президиума Верховного Совета Грузинской ССР.